# Rimmel/Piccola mela
Rimmel/Piccola mela è un singolo di Francesco De Gregori pubblicato nel 1975.

## Descrizione
Le due canzoni sono tratte entrambe dall'album Rimmel, ed anche la copertina del disco riproduce, in piccolo, un particolare dell'LP.
La produzione e gli arrangiamenti delle due canzoni sono curati da De Gregori, che è anche autore dei testi e delle musiche.

## Tracce
1. Rimmel – 3:41 (Francesco De Gregori)
2. Piccola mela – 2:45 (Francesco De Gregori)

## I brani

### Rimmel
Come ha raccontato lo stesso cantautore, Rimmel è una canzone d'amore nata dalla fine di una storia con una ragazza, la stessa a cui aveva dedicato il brano Bene. La ragazza si chiamava Patrizia, e il verso "...ed il vento passava sul tuo collo di pelliccia e sulla tua persona" si riferisce a un tentativo di furto subito dalla ragazza alla quale era stato strappato il suo collo di pelliccia, in una giornata di vento (la stessa in cui i due si erano conosciuti), ma il furto venne sventato dall'intervento di De Gregori. Poi la ragazza lasciò De Gregori perché innamorata di Nini Salerno dei Gatti di Vicolo Miracoli, che sposerà: secondo le dichiarazioni dello stesso Salerno Patrizia, scomparsa nel 2002, tornò poi in buoni rapporti con De Gregori.
Analizzando il testo, vari autori tra cui Enrico Deregibus hanno messo in evidenza i riferimenti alle carte: quelle dello zingaro, i quattro assi di un colore solo, il verso "come quando fuori pioveva", cioè cuori, quadri, fiori, picche, quindi l'amore è visto come gioco e come destino. Il brano è  inoltre citato nel video del singolo Servi della gleba di Elio e le Storie Tese, come canzone d'amore triste per eccellenza. Sarà inoltre utilizzato da Gabriele Salvatores in una scena del film Turné.
In un'intervista, l'autore, alla domanda se l'episodio dello zingaro fosse anch'esso autobiografico, ''Lo zingaro che è un trucco, un futuro invadente, è un episodio reale?'', rispose che ''Sì, un giorno mi hanno fatto le carte e mi hanno detto cose molto belle, mi hanno detto che sarei stato molto felice, mi hanno detto "Sarai un vincente". Però tutto sommato non è bello che uno ti dica quello che diventerai, credere allo zingaro forse è mancanza di fantasia, mancanza di giovinezza, del coraggio di dire "vaffanculo, adesso io esco e chissà cosa succede". Lo stesso De Gregori ha rivelato in più occasioni che fu la prima moglie di Fabrizio De André, Enrica Rignon, detta "Puny", a leggergli le carte, durante il periodo in cui stava scrivendo con il cantautore genovese l'album Vol. 8.
Gianni Morandi nel 2009 ne ha realizzato una cover nell'album Canzoni da non perdere; Tiziano Ferro nel 2020 un'altra cover nell'album Accetto miracoli: l'esperienza degli altri.

### Piccola mela
De Gregori ha raccontato che il testo di Piccola mela è ispirato, per quel che riguarda i versi Mi metto in tasca una piccola mela e Mi metto in tasca un piccolo fiore, ad una canzone popolare sarda di Peppino Marotto;
(Francesco De Gregori)
Tra i vari versi di Peppino Marotto, poeta orgolese, si legge infatti:
Una pira 'e iberru
po su ch'as fatu a mie

ti colen in piatza
garrigada 'e ferru
Una pera d'inverno
per quello che mi hai fatto

ti facciano passare in piazza
carica di ferro.
La figlia del dottore

ch'è una maestrina

fa tre ripassi

sui libri di Omero.»
(Peppino Marotto)
Nel 1976 il gruppo Schola Cantorum ne ha realizzato una cover, inclusa nell'album Coromagia vol. 2; un'altra cover del brano è stata incisa da Gianni Morandi nel 1980, nel disco dal vivo Cantare.

## Musicisti
I Cyan:
- Franco Di Stefano: batteria
- George Sims: chitarra
- Roger Smith: basso, chitarre
- Alberto Visentin: pianoforte, tastiere

inoltre:
- Renzo Zenobi - chitarra classica